# Henry Anglade
Henri Anglade (Thionville, 6 luglio 1933 – Lione, 10 novembre 2022) è stato un ciclista su strada francese.
Professionista dal 1956 al 1967, vinse i Campionati francesi in linea nel 1959 e nel 1965; conta anche un successo al Tour de France 1959, che tra l'altro terminò al secondo posto finale dietro lo spagnolo Federico Bahamontes.

## Carriera

### 1957-1959: gli esordi e il Tour 1959
Passato professionista nel 1957, ebbe subito modo di vincere in corse francesi di secondo livello e partecipò quello stesso anno al suo primo Tour de France dove fu ventottesimo, conseguendo anche alcuni piazzamenti di rilievo nei primi dieci in frazioni della corsa. Anche la stagione successiva trascorse sulla stessa riga della precedente, sia per quanto riguarda i risultati nelle corse nazionali che per quelli che riguardano il Tour.
Nel 1959, al terzo anno da professionista, corse la sua migliore stagione, vincendo i campionati nazionali in linea ed il Giro del Delfinato; si piazzò inoltre secondo al Giro di Svizzera, sfiorando in più di una occasione il successo di tappa. In luglio partecipò al Tour de France con una formazione regionale della Francia, quella del Centre-Midi: riuscì a vincere una tappa e si piazzò in classifica generale finale subito dietro lo spagnolo Bahamontes. In quell'edizione della Grande Boucle fu tuttavia vittima dell'ostracismo dei grandi ciclisti della nazionale francese, su tutti Anquetil e Rivière, lesti sia nell'annullarsi a vicenda che ad evitare la vittoria di un altro francese. I risultati raggiunti in quella stagione permisero comunque ad Anglade di vincere il Super Prestige Pernod, una sorta di classifica mondiale in cui il primo sarebbe stato considerato il miglior ciclista della stagione.

### 1960-1964: ancora piazzato al Tour
Nel 1960 non riuscì a ripetere i risultati della stagione precedente. Al Tour sfiorò comunque la vittoria di tappa, secondo nella quarta frazione, e concluse ottavo nella generale riuscendo anche ad indossare per due giorni la maglia gialla; è inoltre da ricordare il quarto posto nella Parigi-Nizza. Anche il 1961 non fu particolarmente positivo: vinse la Berna-Ginevra ed ottenne vari piazzamenti nelle corse in linea francesi, mentre al Tour fu solamente diciottesimo. Ritornò a buoni livelli nel 1962, anno in cui vinse la Poly Bretonne e una tappa al Tour de Romandie, dove fu decimo nella generale; partecipò al Giro d'Italia, dove però fu costretto al ritiro nella diciassettesima tappa quando era ben posizionato in classifica, e al Tour de France, che concluse dodicesimo. Dopo aver ottenuto anche vari piazzamenti nelle prove in linea francesi, venne convocato per i campionati mondiali di Berna, che concluse con un ottavo posto.
Nel 1963 vinse il Tour du Var e diverse altre corse, fra cui molti criterium e circuiti. Dimostrò ancora di avere capacità di regolarista e di recupero tali da farlo andare bene nelle corse a tappe: fu infatti terzo nel Tour du Sud-Est, quarto alla Parigi-Nizza, quinto nel Critérium International in cui vinse anche la prova in linea. Al Tour de France fu undicesimo. Nel 1964 fu vittima di un brutto infortunio, che lo costrinse a saltare buona parte di inizio stagione; tuttavia si presentò al Tour de France dove fu quarto dietro a Anquetil, Poulidor e Bahamontes.

### 1965-1967: gli ultimi anni
Nel 1965 fece una stagione nuovamente ricca di vittorie, ancora una volta soprattutto in circuiti e criterium, ma la sua vittoria più importante fu il campionato nazionale, il secondo della carriera, raggiunto al termine di una dura lotta dove riuscì a prevalere sui due grandi francesi degli anni sessanta, Poulidor e Anquetil. Fra i vari risultati di quella stagione il quarto posto al Giro del Lussemburgo, il sesto al Critérium International e nuovamente un quarto posto al Tour de France. 
Anche nel 1966 fu vittima di un grave infortunio che lo costrinse a saltare tutta la seconda parte della stagione; vinse comunque quell'anno il Tour de l'Herault e fu settimo nel Critérium International.
Corse la sua ultima stagione nel 1967 come gregario di Poulidor, ritirandosi per la prima volta al Tour de France. A seguire, dal 1976 al 1978, fu, insieme a Pierre Schoor, direttore sportivo della formazione professionistica Lejeune-BP: qui ebbe modo di dirigere dall'ammiraglia ciclisti come Lucien Van Impe, Ferdinand Bracke e Roger Legeay.

## Palmarès
- 1952 (dilettanti)

Prix Radio a Bellegarde
- 1954 (dilettanti)

Vicennes-Forges
- 1957

Annemasse-Bellegarde et retour
4ª tappa Tour de Champagne
- 1958

1ª tappa Tour de la Loire
- 1959

Campionati francesi, Prova in linea
Classifica generale Giro del Delfinato
Circuit Drome-Ardèche
13ª tappa Tour de France
- 1960

Grand Prix de Bort-Les-Orgnes
- 1961

Nantes-Les Sables d'Olonne
Berna-Ginevra
1ª tappa Berna-Ginevra
2ª tappa Berna-Ginevra
1ª tappa Tour de la Loire
- 1962

Poly Bretonne
2ª tappa Tour de Romandie
- 1963

Ronde de Seignelay
Classifica generale Tour du Var
2ª tappa Critérium International
- 1965

Campionati francesi, Prova in linea
- 1966

Classifica generale Tour de l'Herault
- 1967

Grand Prix de la Trinitée

### Altri successi
- 1958

Criterium di Dompierre-sur-Besbre
Criterium di Riom
- 1959

Super Prestige Pernod
Prestige Pernod
Challeng Sedis
Criterium di Brive
- 1960

Criterium di Sete
2 giorni in maglia gialla
- 1962

Criterium di Buebe
Criterium di Limours
Criterium di Plougonver
Criterium di Soissons
- 1963

3ª tappa, 2ª semitappa, Parigi-Nizza (cronosquadre)
Criterium di Limoges
Criterium di Gap
- 1964

Criterium di Bussières
Criterium di Vayrac
- 1965

Grand Prix du Parisien (cronosquadre)
Criterium di Miramas
Criterium di Sallanches
Criterium di Soing-en-Sologne
Criterium di Saint-Macaire en Mauges
Criterium di La Chapelle-Janson
- 1966

Criterium di Loriol
- 1967

Criterium di Guiret

## Piazzamenti

### Grandi Giri
- Giro d'Italia

1963: ritirato
- Tour de France

1957: 28º
1958: 17º
1959: 2º
1960: 8º
1961: 18º
1962: 12º
1963: 11º
1964: 4º
1965: 4º
1967: ritirato

### Classiche monumento
- Milano-Sanremo

1961: 35º
1965: 82º
- Giro delle Fiandre

1960: 31º
- Parigi-Roubaix

1959: 65º
1960: 37º
1961: 60º
- Giro di Lombardia

1959: 21º
1960: 32º

### Competizioni mondiali
- Campionati del mondo

Zandvoort 1959 - In linea: ritirato
Lipsia 1960 - In linea: 16º
Salò 1962 - In linea: 8º
Sallanches 1964 - In linea: 33º

## Riconoscimenti
- Medaglia d'oro dell'Accademia dello Sport nel 1959